# Chasminodes unipuncta
Chasminodes unipuncta är en fjärilsart som beskrevs av Shigero Sugi 1955. Chasminodes unipuncta ingår i släktet Chasminodes och familjen nattflyn. Inga underarter finns listade i Catalogue of Life.